# Габбард (Огайо)
Габбард (англ. Hubbard) — місто (англ. city) в США, в окрузі Трамбалл штату Огайо. Населення — 7636 осіб (2020).

## Географія
Габбард розташований за координатами 41°9′32″ пн. ш. 80°34′3″ зх. д. / 41.15889° пн. ш. 80.56750° зх. д. (41.158900, -80.567610).  За даними Бюро перепису населення США в 2010 році місто мало площу 10,12 км², з яких 10,11 км² — суходіл та 0,02 км² — водойми.

## Демографія
Згідно з переписом 2010 року, у місті мешкали 7874 особи в 3442 домогосподарствах у складі 2185 родин. Густота населення становила 778 осіб/км².  Було 3701 помешкання (366/км²).
Расовий склад населення:
| - 96,5 % — білих - 1,5 % — чорних або афроамериканців - 0,3 % — азіатів - 0,1 % — вихідців з тихоокеанських островів - 0,1 % — корінних американців |

До двох чи більше рас належало 1,2 %. Частка іспаномовних становила 1,3 % від усіх жителів.
За віковим діапазоном населення розподілялося таким чином: 20,3 % — особи молодші 18 років, 60,6 % — особи у віці 18—64 років, 19,1 % — особи у віці 65 років та старші. Медіана віку мешканця становила 43,9 року. На 100 осіб жіночої статі у місті припадало 90,8 чоловіків;  на 100 жінок у віці від 18 років та старших — 87,8 чоловіків також старших 18 років.
Середній дохід на одне домашнє господарство  становив 54 072 долари США (медіана — 39 722), а середній дохід на одну сім'ю — 66 849 доларів (медіана — 59 167). Медіана доходів становила 45 526 доларів для чоловіків та 35 127 доларів для жінок. За межею бідності перебувало 16,1 % осіб, у тому числі 29,3 % дітей у віці до 18 років та 4,0 % осіб у віці 65 років та старших.
Цивільне працевлаштоване населення становило 3457 осіб. Основні галузі зайнятості: освіта, охорона здоров'я та соціальна допомога — 24,9 %, виробництво — 18,2 %, роздрібна торгівля — 17,2 %.